# Manawatchi
Manawatchi (ou Manawadji) est une localité du Cameroun située dans le département du Mayo-Sava et la Région de l'Extrême-Nord, à proximité de la frontière avec le Nigeria. Elle fait partie de la commune de Mora et du canton de Limani. 

## Population
En 1966-1967, la localité comptait 315 habitants, des Kanouri, des Arabes choua et des Mora.
Lors du recensement de 2005, on y a dénombré 506 personnes.
Le 23 août 2015 le village a été attaqué par des membres de Boko Haram. Il a été incendié en partie, plusieurs personnes ont été enlevées et emmenées au Nigeria.